# Xã Superior, Quận Dickinson, Iowa
Xã Superior (tiếng Anh: Superior Township) là một xã thuộc quận Dickinson, tiểu bang Iowa, Hoa Kỳ. Năm 2010, dân số của xã này là 270 người.